# Matías Tellechea
Matías Nicolás Tellechea Pérez (Maldonado, 21 settembre 1992) è un calciatore uruguaiano, attaccante svincolato.